# Albert Ummels
Albert Ummels (Maastricht, 4 mei 1928) was een Nederlands voetballer die twaalf seizoenen speelde voor MVV. Hij sloot zijn carrière af bij Limburgia en Roda JC.

## Loopbaan

### Beginjaren
Albert Ummels groeide als voetballer op bij VV Standaard. Na de bevrijding kwam hij in het eerste elftal van de Tweedeklasser uit Maastricht. 
Voor de wedstrijd tegen Tegelse Herten (4-0) op 6 februari 1949 werd stilgestaan bij zijn aanstaande vertrek als militair naar Nederlands-Indië. Hij scoorde als linksbinnen de 1-0 in zijn laatste optreden voor Standaard.

### Nederlands-Indië
Hij verbleef twintig maanden op Oost-Java. Hij voetbalde in competitieverband voor Excelsior in Soerabaja en maakte deel uit van het bondsteam van de Soerabajasche voetbalbond SVB. Ook kwam hij uit voor het landmachtelftal.
Na zijn terugkeer in Nederland in oktober 1950 vroeg hij overschrijving aan naar MVV. Hij debuteerde op 19 november 1950 voor de Maastrichtse Eersteklasser met een doelpunt (2-0) in de thuiswedstrijd tegen Bleijerheide (4-1). 

### Eredivisie
Ummels veroverde een vaste plek in de aanvalslinie van MVV.. Hij speelde vele seizoenen samen met Harrie Verdonschot en André Ravestijn. Op 3 april 1954 werd hij opgeroepen voor Nederland–B dat in Den Haag een oefenduel speelde tegen België-B (1-4). 
Na de invoering van het profvoetbal in Nederland in 1954 kwalificeerde MVV zich op het nippertje voor de nieuw te vormen Eredivisie. Door een sterke eindsprint, met zes zeges en twee gelijke spelen in de laatste acht duels, bereikten de ‘Sterrendragers’ in 1956 de veilige achtste plaats in de Hoofdklasse B.
In de Eredivisie toonde MVV zich direct een aanwinst door in het debuutjaar als vierde en een seizoen later als vijfde te eindigen. Albert Ummels werd omschreven als een ‘technicus’ en ook als ‘balgoochelaar’.

### Afscheid MVV
Op 34-jarige leeftijd nam hij in 1962 afscheid van MVV. Ummels speelde 310 wedstrijden op het hoogste voetbalniveau waarin hij tachtig keer scoorde.
Hij vervolgde zijn carrière bij Limburgia dat uitkwam in de Eerste divisie. Door een knieblessure miste hij een groot deel van het seizoen en hij kwam tot tien competitieduels.

### Afsluiting bij Roda JC
Na het pechjaar bij Limburgia wilde hij zijn voetballoopbaan nog niet opgeven. De nieuwe fusieclub Roda JC, opgericht in 1962, werd zijn werkgever. Hij speelde twee seizoenen in Kerkrade waarin hij tot veertien doelpunten kwam in de Tweede divisie. Als 37-jarige sloot hij in 1965 zijn carrière af.

## Carrièrestatistieken
| Seizoen | Club      | Land      | Competitie                   | Competitie | Competitie | Beker | Beker | Internationaal | Internationaal | Overig | Overig | Totaal | Totaal |
| Seizoen | Club      | Land      | Competitie                   | Wed.       | Dlp.       | Wed.  | Dlp.  | Wed.           | Dlp.           | Wed.   | Dlp.   | Wed.   | Dlp.   |
| ------- | --------- | --------- | ---------------------------- | ---------- | ---------- | ----- | ----- | -------------- | -------------- | ------ | ------ | ------ | ------ |
| 1950/51 | MVV       | Nederland | Eerste klasse E              | 14         | 7          | –     | 0     | 0              | 0              | 0      | 0      | 14     | 7      |
| 1951/52 | MVV       | Nederland | Eerste klasse C              | 22         | 6          | –     | 0     | 0              | 0              | 0      | 0      | 22     | 6      |
| 1952/53 | MVV       | Nederland | Eerste klasse C              | 12         | 3          | –     | 0     | 0              | 0              | 0      | 0      | 12     | 3      |
| 1953/54 | MVV       | Nederland | Eerste klasse D              | 26         | 11         | –     | 0     | 0              | 0              | 0      | 0      | 26     | 11     |
| 1954/55 | MVV       | Nederland | Eerste klasse D (afgebroken) | 9          | 7          | –     | –     | 0              | 0              | 0      | 0      | 9      | 7      |
| 1954/55 | MVV       | Nederland | Eerste klasse A              | 26         | 12         | –     | –     | 0              | 0              | 0      | 0      | 26     | 12     |
| 1955/56 | MVV       | Nederland | Hoofdklasse B                | 34         | 12         | –     | –     | 0              | 0              | 0      | 0      | 34     | 12     |
| 1956/57 | MVV       | Nederland | Eredivisie                   | 31         | 4          | 1     | 1     | 0              | 0              | 0      | 0      | 32     | 5      |
| 1957/58 | MVV       | Nederland | Eredivisie                   | 20         | 2          | 5     | 3     | 0              | 0              | 0      | 0      | 25     | 5      |
| 1958/59 | MVV       | Nederland | Eredivisie                   | 34         | 7          | –     | –     | 0              | 0              | 0      | 0      | 34     | 7      |
| 1959/60 | MVV       | Nederland | Eredivisie                   | 32         | 2          | –     | –     | 0              | 0              | 0      | 0      | 32     | 2      |
| 1960/61 | MVV       | Nederland | Eredivisie                   | 29         | 4          | 2     | 0     | 0              | 0              | 0      | 0      | 31     | 4      |
| 1961/62 | MVV       | Nederland | Eredivisie                   | 21         | 3          | 1     | 0     | 0              | 0              | 0      | 0      | 22     | 3      |
| 1962/63 | Limburgia | Nederland | Eerste divisie               | 10         | 1          | –     | 0     | 0              | 0              | 0      | 0      | 10     | 1      |
| 1963/64 | Roda JC   | Nederland | Tweede divisie B             | 30         | 6          | 2     | 0     | 0              | 0              | 0      | 0      | 32     | 6      |
| 1964/65 | Roda JC   | Nederland | Tweede divisie B             | 23         | 8          | 1     | 0     | 0              | 0              | 0      | 0      | 24     | 8      |
| Totaal  | Totaal    | Totaal    | Totaal                       | 373        | 95         | 12    | 4     | 0              | 0              | 0      | 0      | 385    | 99     |